# 279. strelska divizija (ZSSR)
279. strelska divizija (izvirno rusko 279. стрелковая дивизия; kratica 279. SD) je bila strelska divizija Rdeče armade v času druge svetovne vojne.

## Zgodovina
Divizija je bila ustanovljena julija 1941 v Džeržinsku in bila uničena oktobra istega leta v Brjansku. Ponovno so jo ustanovili avgusta 1942.